# Mugurel Buga
Mugurel Buga (n. 16 decembrie 1977, Brașov, România) este un jucător de fotbal român retras din activitate, ce a jucat pe postul de atacant.
Sezonul european 2005-2006 a fost unul excelent pentru fostul jucător al Rapidului. Mugurel Buga a avut o contribuție capitală în parcursul echipei sale în Cupa UEFA, fiind principalul marcator, cu 9 reușite, alături de Daniel Niculae. În martie 2006 a primit Medalia „Meritul Sportiv” - clasa a II-a cu o baretă, din partea președintelui României de atunci, Traian Băsescu, deoarece a făcut parte din echipa Rapidului care a obținut calificarea în sferturile Cupei UEFA 2005-2006.
Printre golurile sale cele mai importante se numară: golul de 1-0 din returul cu Feyenoord care a calificat Rapidul în grupele Cupei UEFA, câte 1 gol cu FC Rennes și Hertha Berlin și 2 reușite în optimile cu Hamburger SV, dintre care una superbă cu călcâiul și cealaltă, marcată la Hamburger SV, a adus calificarea echipei Rapid în sferturile Cupei UEFA.